# 田代駅
田代駅（たしろえき）佐賀県鳥栖市桜町にある、九州旅客鉄道（JR九州）鹿児島本線の駅である。駅番号はJB14。九州鉄道（初代）開業時より現存する九州最古の駅の一つでもある。
駅裏に鳥栖貨物ターミナル駅を併設している。

## 歴史

### 年表
- 1889年（明治22年）12月11日：九州鉄道（初代）が開設[1]。
当初の計画では長崎本線は当駅から分岐予定だったが、後に鳥栖駅に変更された。『鳥栖市史』はこの理由について「資料がなく明らかではない」としつつ、鳥栖の実業家である八坂甚八[注釈 2]の誘致運動があったためと推測している[3]。
- 1907年（明治40年）7月1日：九州鉄道（初代）が国有化され帝国鉄道庁所管[4]。
- 1927年（昭和2年）2月24日：中央軌道（後の朝倉軌道田代線）上田代（田代）- 上小郡間が開業。
- 1933年（昭和8年）頃：朝倉軌道田代線が運行休止。
- 1974年（昭和49年）3月5日：業務委託駅となる[5][6]。
- 1961年（昭和36年）6月1日：貨物取扱廃止[7]。
- 1984年（昭和59年）2月1日：荷物扱い廃止[7]。無人駅化[8][9]（その後、駅員再配置）。
- 1987年（昭和62年）4月1日：国鉄分割民営化により九州旅客鉄道が継承[10]。
- 2000年（平成12年）10月2日：自動改札機を設置し、供用開始[11]。
- 2009年（平成21年）3月1日：ICカードSUGOCAの利用を開始[12]。
- 2015年（平成27年）3月14日：無人駅化[2]。

かつては日清製粉鳥栖工場への専用線もあったが、1980年代に廃止した。

### 駅名の由来
開業時の地名（基肄郡田代村）が由来。「田代」の「田」は「田畑」、「代」は「小平坦地」を意味する言葉で、鎌倉時代に開墾された古い土地である。江戸時代には「田代領」となり、長崎街道の宿場町の一つである「田代宿」として大いに栄えた。

## 駅構造

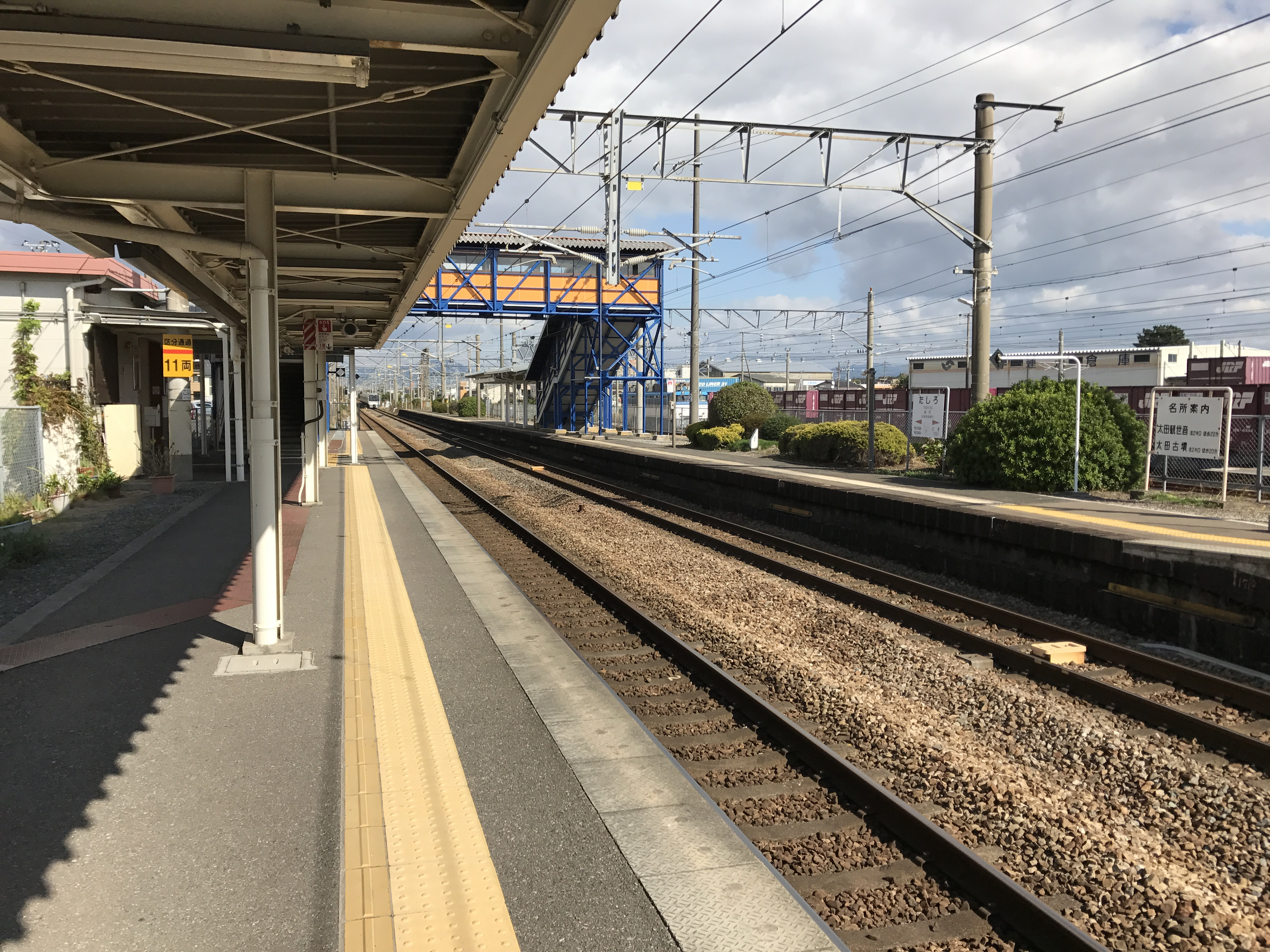
ホーム（2016年11月、後方は鳥栖貨物ターミナル駅）

相対式ホーム2面2線を有する地上駅。1番ホームに上り列車、2番ホームに下り列車が発着する。駅舎は上りホームに接する形で設置され、二本のホーム間は一本の跨線橋で結ばれている。当駅でのオーバーランが多いため跨線橋はオレンジと青の蛍光塗料で塗られている。木造駅舎は2002年（平成14年）1月に解体され翌2月にとんがり屋根を持つ小さな駅舎が完成した。
簡易SUGOCA改札機によりSUGOCAの利用が可能であるが、カード販売は行わずチャージのみ取扱う。

### のりば
| のりば | 路線       | 方向 | 行先                     |
| ------ | ---------- | ---- | ------------------------ |
| 1      | 鹿児島本線 | 上り | 博多・小倉方面           |
| 2      | 鹿児島本線 | 下り | 久留米・大牟田・佐賀方面 |

## 利用状況
2023年度の1日平均乗車人員は507人である。
近年の1日平均乗降・乗車人員は以下の通り。
| 年度   | 1日平均 乗車人員 | 1日平均 乗降人員 |
| ------ | ---------------- | ---------------- |
| 1998年 | 322              | 656              |
| 1999年 | 316              | 631              |
| 2000年 | 301              | 603              |
| 2001年 | 300              | 614              |
| 2002年 | 277              | 571              |
| 2003年 | 253              | 520              |
| 2004年 | 260              | 535              |
| 2005年 | 309              | 636              |
| 2006年 | 314              | 648              |
| 2007年 | 314              | 647              |
| 2008年 | 305              | 633              |
| 2009年 | 314              | 644              |
| 2010年 | 346              | 712              |
| 2011年 | 388              | 781              |
| 2012年 | 430              | 859              |
| 2013年 | 438              | 877              |
| 2014年 | 442              | 885              |
| 2015年 | 487              | 967              |
| 2016年 | 511              | 1,014            |
| 2017年 | 525              |                  |
| 2018年 | 547              |                  |
| 2019年 | 582              |                  |
| 2020年 | 503              |                  |
| 2021年 | 486              |                  |
| 2022年 | 495              |                  |
| 2023年 | 507              |                  |

## 駅周辺
- 九州環境福祉医療専門学校
- 久光製薬九州本社・鳥栖工場
- 日清製粉鳥栖工場
- キユーピー鳥栖工場
- 佐賀県道205号鳥栖田代線
- 国道3号
- 長崎自動車道鳥栖インターチェンジ

## 隣の駅
九州旅客鉄道（JR九州）
 鹿児島本線
■快速
通過
■区間快速（一部列車のみ停車）・■普通
弥生が丘駅 (JB13) - 田代駅 (JB14)（鳥栖貨物ターミナル駅） - 鳥栖駅 (JB15)